# Lijst van Stolpersteine in Ermelo
De lijst van Stolpersteine in Ermelo geeft een overzicht van de gedenkstenen die in de gemeente Ermelo in de Nederlandse provincie Gelderland zijn geplaatst in het kader van het Stolpersteine-project van de Duitse beeldhouwer-kunstenaar Gunter Demnig.
Stolpersteine zijn opgedragen aan slachtoffers van het nationaalsocialisme, al diegenen die zijn vervolgd, gedeporteerd, vermoord, gedwongen te emigreren of tot zelfmoord gedreven door het nazi-regime. Demnig legt voor elk slachtoffer een aparte steen, meestal voor de laatste zelfgekozen woning.
Omdat het Stolpersteine-project doorloopt, kan deze lijst onvolledig zijn.

## Stolpersteine
In gemeente Ermelo liggen 41 Stolpersteine op negen adressen.

### Ermelo
| Afbeelding | Inscriptie | Adres       | Herdachte persoon                     |
| ---------- | --- | ----------- | ------------------------------------- |
|            | HIER WOONDE JULIUS CANTER GEB. 1901 GEARRESTEERD 10-4-1943 GEDEPORTEERD 13-4-1943 UIT WESTERBORK VERMOORD 16-4-1943 SOBIBOR             | Veldwijk 75 | Julius Canter (1901-1943)             |
|            | HIER WOONDE PHILIP ALEXANDER NOORDWAL GEB. 1868 GEARRESTEERD 10-4-1943 GEDEPORTEERD 20-4-1943 UIT WESTERBORK VERMOORD 23-4-1943 SOBIBOR | Veldwijk 75 | Philip Alexander Noordwal (1868-1943) |

## Data van plaatsingen
- 10 april 2024: twaalf Stolpersteine op Molenkamp 81
- 22 april 2024: twaalf Stolpersteine op Ericalaan 12, Stationsstraat 41, Watervalweg 110
- 1 mei 2025: dertien Stolpersteine
- 10 juni 2025: twee Stolpersteine op Veldwijk 75